# 珠海县
珠海县，中华人民共和国广东省旧县名。
1952年析中山县置渔民县，1953年4月7日更名为珠海县，除原渔民县原有之地外，另把中山县的中山港乡，东莞县的万顷沙，寶安縣的萬山群島（内伶仃、外伶仃、三门列岛、万山群岛、担杆列岛、佳蓬列岛）及珠江口西岸的三灶、大横琴、小横琴、南水、北水、高栏、荷包、淇澳、龙穴等全部100多个海岛划归珠海县，县治設在唐家。1959年3月22日并入中山县，至1961年4月17日復置，县治改設香洲，最後在1979年3月5日珠海县改为珠海市。